# Handley Page V/1500

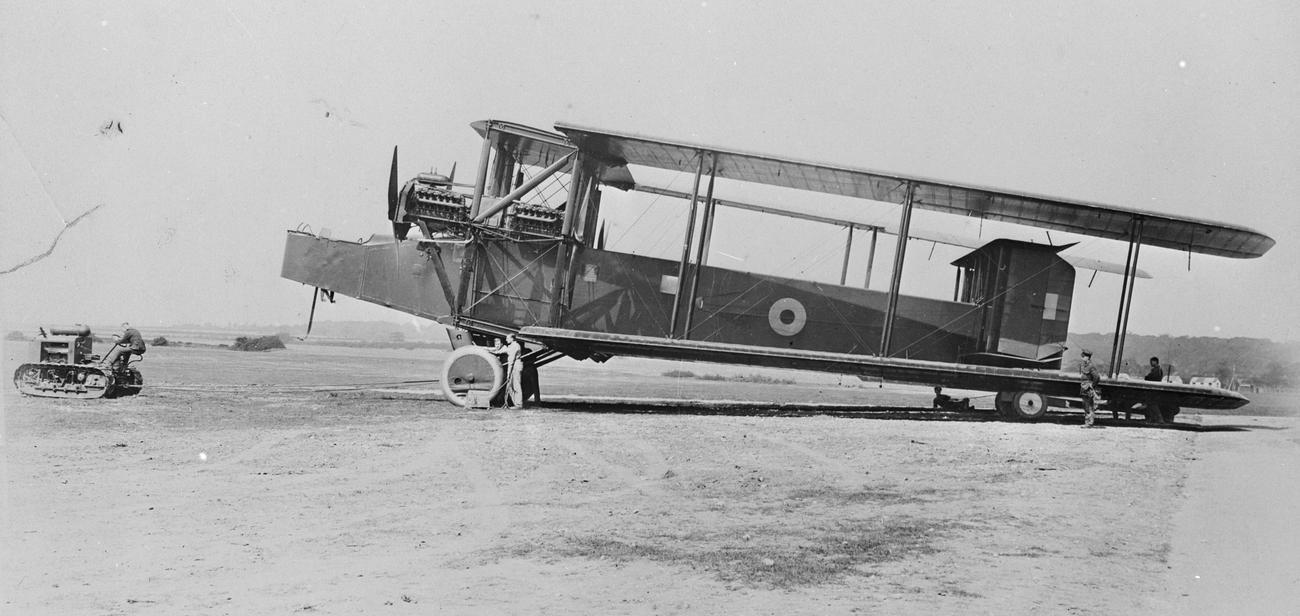
Handley Page V/1500 minh họa khả năng gập cánh

Handley Page V/1500 là một loại máy bay ném bom hạng nặng bay đêm của Anh, do hãng Handley Page trước khi Chiến tranh thế giới I kết thúc.

## Quốc gia sử dụng
Anh Quốc
- Không quân Hoàng gia

## Tính năng kỹ chiến thuật (V/1500)
Dữ liệu lấy từ The British Bomber since 1914 
Đặc điểm tổng quát
- Kíp lái: 8 - 9
- Chiều dài: 64 ft 0 in (19,51 m)
- Sải cánh: 126 ft 0 in (38,41 m)
- Chiều cao: 23 ft 0 in (7,01 m)
- Diện tích cánh: 2.800 ft² (260 m²)
- Trọng lượng rỗng: 17.600 lb (8.000 kg)
- Trọng lượng cất cánh tối đa: 30.000 lb (14.000 kg)
- Động cơ: 4 × Rolls-Royce Eagle VIII kiểu động cơ piston V-12, làm mát bằng nước, 375 hp (280 kW)  mỗi chiếc

 Hiệu suất bay 
- Vận tốc cực đại: 99 mph (159 km/h) trên mực nước biển
- Tầm bay: 1.300 mi (2.090 km)
- Thời gian bay: 17 hours
- Lên độ cao 10.000 ft (3.000 m): 41 phút 25 giây
- Trần bay: 11.000 ft (3.350 m)

Trang bị vũ khí

- Súng: 3 × súng máy Lewis.303 in (7,7 mm)
- Bom: 7.500 lb (3.400 kg) bom (30 × quả bom 250 lb/113 kg)